# Saint-Esprit (Cap-Breton)
Pour les articles homonymes, voir Saint-Esprit (homonymie).
 Saint-Esprit  est une communauté acadienne sur la route 247 dans le comté de Richmond au Cap-Breton.